# Pterois russelii
Pterois russelii (лат.) — вид лучепёрых рыб семейства скорпеновых.
Вид встречается в Индийском океане, Персидском заливе и на западе Тихого океана от берегов Африки до Новой Гвинеи.
Рыба среднего размера до 30 см длиной, яркой окраски. Тело красного цвета со светлыми поперечными полосами по всему телу, плавники — красные. На спинном и грудных плавниках расположены длинные, ядовитые, ярко окрашенные колючки.
Это морской, тропический вид, обитающий на коралловых рифах на глубине до 60 м. Активный хищник, питается мелкой рыбой и ракообразными.
Синонимы:
- Pterois geniserra Cuvier, 1829
- Pterois kodipungi Bleeker, 1852